# Писко-Эльки
Писко-Эльки (исп. Pisco Elqui) — чилийская деревня в коммуне Пайгуано, провинции Эльки области Кокимбо. Расположена в долине реки Эльки на высоте 1300 м над уровнем моря.
Является одним из главных туристических направлений долины Эльки. Исторически в XVI веке здесь зафиксировано первое производство напитка писко.
Первоначально место носило название Ла-Греда, затем было переименовано в Ла-Уньон. В 1936 году получило сегодняшнее имя.